# Корнев, Александр Владимирович (биатлонист)
Алекса́ндр Влади́мирович Ко́рнев (род. 19 февраля 2001, Ижевск) — российский биатлонист, двукратный чемпион России, обладатель юниорского Кубка IBU. Мастер спорта России (2020).

## Биография
Родился и вырос в Ижевске. С 9-летнего возраста ходил в лыжную секцию, а в 8-м классе школы олимпийского резерва стал заниматься биатлоном у тренера Александра Николаевича Пашкина. Сейчас тренируется у Ларисы Путятиной и Сергея Бакширова.
Окончил Чайковскую академию физической культуры и спорта.

### Карьера
Неоднократно становился победителем и призёром всероссийских соревнований среди юниоров.
Дебютировал на международных соревнованиях в феврале 2019 года на юниорском чемпионате мира в Словакии, но выступил неудачно, заняв 29-е и 30-е места в спринте и гонке преследования соответственно.
Сезон 2021/22 стал самым успешном в юниорской карьере спортсмена: он был первым и дважды вторым в личных гонках на этапах юниорского Кубка IBU, а по итогам всего сезона стал обладателем итогового «большого» и «малого» хрустальных глобусов по программе спринтерских гонок. Также участвовал на юниорском чемпионате мира 2022 года в США, где лучшим результатом стало 5-е место в спринте.
Для подготовки к сезону 2022/23 Корнев вошёл в состав основной сборной России в группу Юрия Каминского. 17 декабря 2022 года одержал свою первую победу во взрослой карьере, выиграв золото спринта на этапе Кубка России в Уфе.
В январе 2024 года Корнев выиграл свои первые медали в рамках чемпионата России: бронзу в суперспринте и золото в большом масс-старте в Чайковском. Также на счету Александра серебро и бронза этапа Кубка Содружества в Раубичах.
На чемпионате России 2025 года Корнев собрал полный комплект наград: бронзу сингл-микста, серебро спринта и золото гонки преследования.

## Личная жизнь
В мае 2024 года женился на биатлонистке Анастасии Погодиной. 25 апреля 2025 года пара сыграла свадьбу.

## Результаты

### Юниорские и молодёжные достижения
| Год  | Место проведения  | Возраст | Инд | Спр | Пр | См |
| ---- | ----------------- | ------- | --- | --- | -- | -- |
| 2019 | ЧМ Брезно-Осрблье | U19     | —   | 29  | 30 | —  |
| 2022 | ЧЕ Поклюка        | U22     | 8   | 10  | 7  | 7  |
| 2022 | ЧМ Солджер Холлоу | U22     | 51  | 5   | 11 | —  |